# Seris (beveiligingsbedrijf)
Seris of Seris Security, voorheen Sécurifrance, is een van de belangrijkste Franse particuliere beveiligingsfirma en de tiende ter wereld.

## Geschiedenis
Het bedrijf werd opgericht in 1968. Nadat het in schulden raakte kocht Guy Tempereau in 1976, zeven jaar nadat hij er in dienst trad als administrateur, het bedrijf van de stichters. Vanaf 1985 verwierf het bedrijf Franse concurrenten (NS2 Domos, enz.). Daarna breidde het internationaal uit met, in 2005, de beveiligingsdochter Rentokil in België, in 2015 in Afrika en in 2019 in Polen (Konsalnet).
Anno 2020 behoort de groep tot de 10 grootste particuliere beveiligingsbedrijven ter wereld.